# Клаустрофобы. Долина дьявола
Клаустрофобы. Долина дьявола (Escape the Field)— американский фильм 2022 года жанра триллер, режиссёр Эмерсон Мур.
Первоначально планировалось, что главную роль сыграет Кристал Рид но затем эту роль отдали Джордан Роббинс. Основные съёмки фильма прошли в Торонто в сентябре 2020 года.
В феврале 2022 года было объявлено, что компания Lionsgate приобрела права на распространение фильма в Северной Америке и Великобритании, который был выпущен в мае 2022 года.
Фильм получил рейтинг в 19 % на сайте Rotten Tomatoes на основе 26 обзоров, средний рейтинг составил 3.80/10. Ник Аллен из RogerEbert.com поставил фильму одну звезду из четырёх.

## Описание сюжета
Шестеро людей приходят в себя на бескрайнем кукурузном поле. Они не могут ответить как они там оказались. Каждый из них при пробуждении находит рядом с собой по одному предмету. Вскоре на них начинает охотиться таинственное существо.

## В ролях
- Jordan Claire Robbins — Сэм[1]
- Тео Росси — Тайлер[1]
- Шейн Уэст — Райан[1]
- Elena Juatco — Дениз[8]
- Tahirah Sharif — Кэмерон[8]